# 39 East
39 East er en amerikansk stumfilm fra 1920 af John S. Robertson.

## Medvirkende
- Constance Binney som Penelope Penn
- Reginald Denny som Napoleon Gibbs
- Alison Skipworth som de Mailly
- Lucia Moore som Smith
- Blanche Frederici som McMasters